# درناهای تاج‌دار
درناهای تاج‌دار (نام علمی: Balearica) نام یک سرده از تیره کلنگان است.